# آلفين ديفيس
آلفين ديفيس (بالإنجليزية: Alvin Davis)‏ هو لاعب كرة قاعدة أمريكي، ولد في 9 سبتمبر 1960 في ريفرسايد في الولايات المتحدة.

## وصلات خارجية
- آلفين ديفيس على موقع الدوري الياباني لكرة القاعدة (الإنجليزية)
- آلفين ديفيس على موقعبيزبول رفرنس.كوم (الدوري الرئيسي) (الإنجليزية)
- آلفين ديفيس على موقع إي إس بي إن.كوم (أم.أل.بي) (الإنجليزية)
- آلفين ديفيس على موقع مشجعي الرسوم البيانية (الإنجليزية)